# Miconia macrodon
Miconia macrodon là một loài thực vật có hoa trong họ Mua. Loài này được (Naudin) Wurdack mô tả khoa học đầu tiên năm 1972.

## Hình ảnh

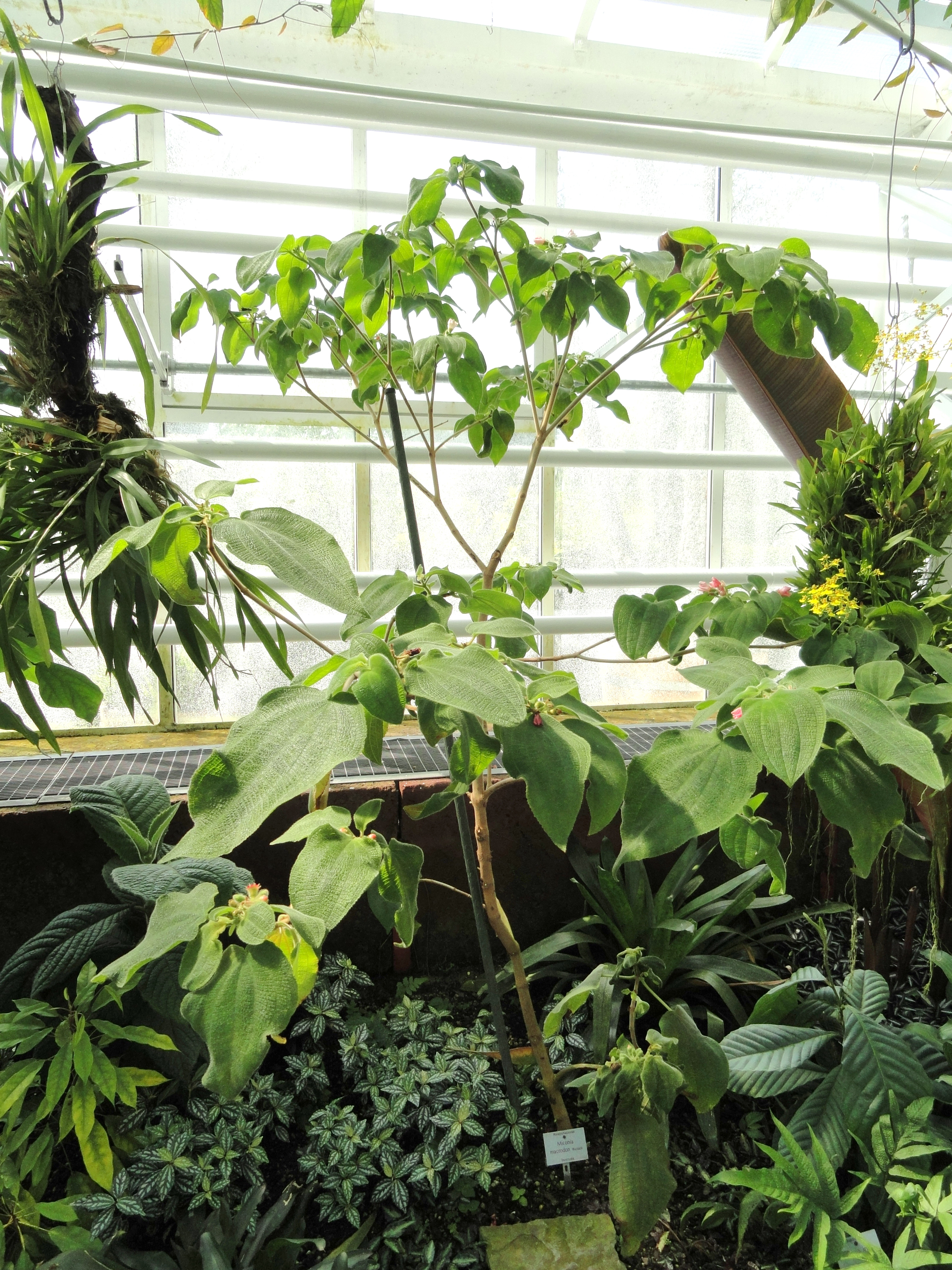
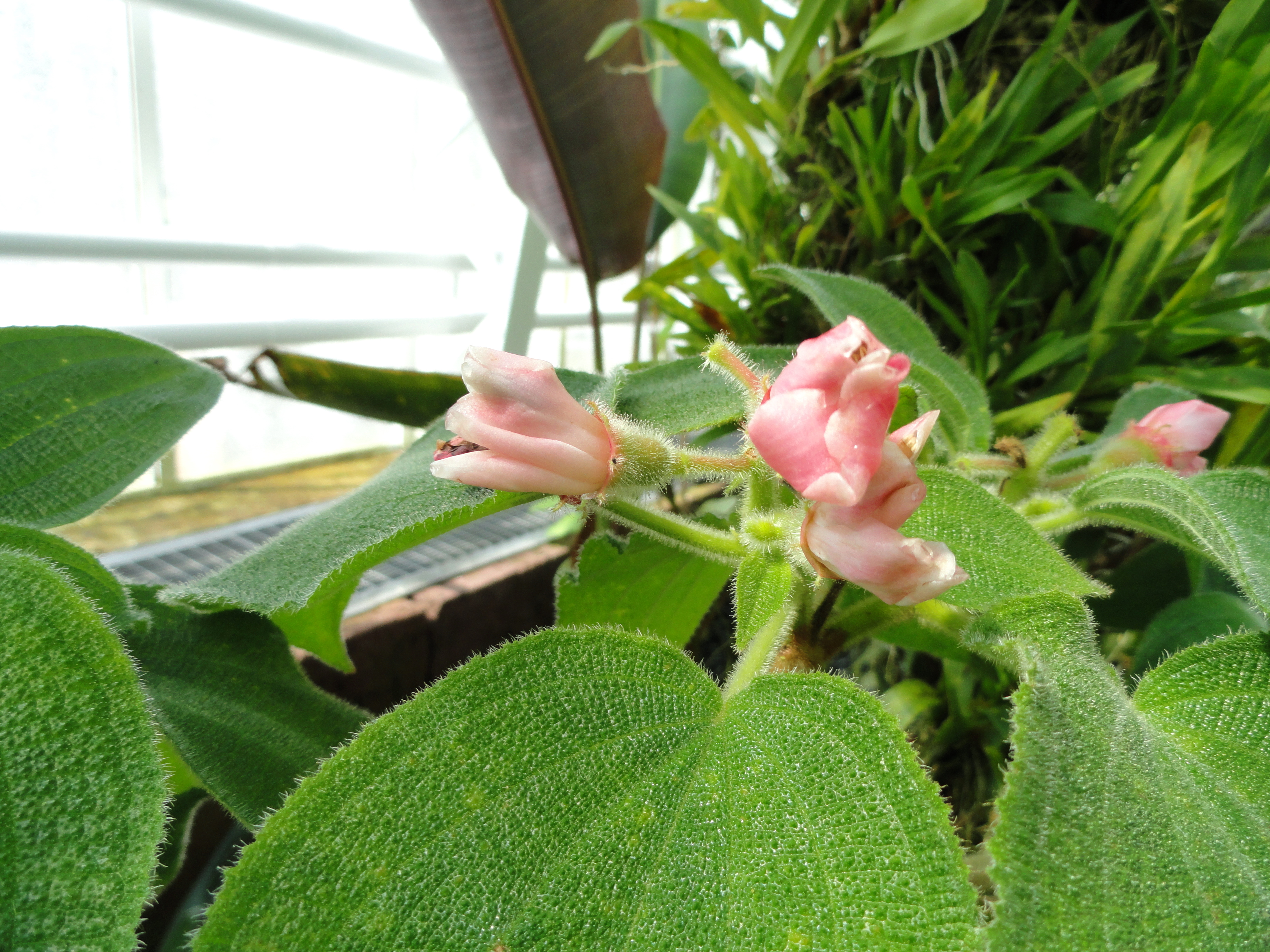
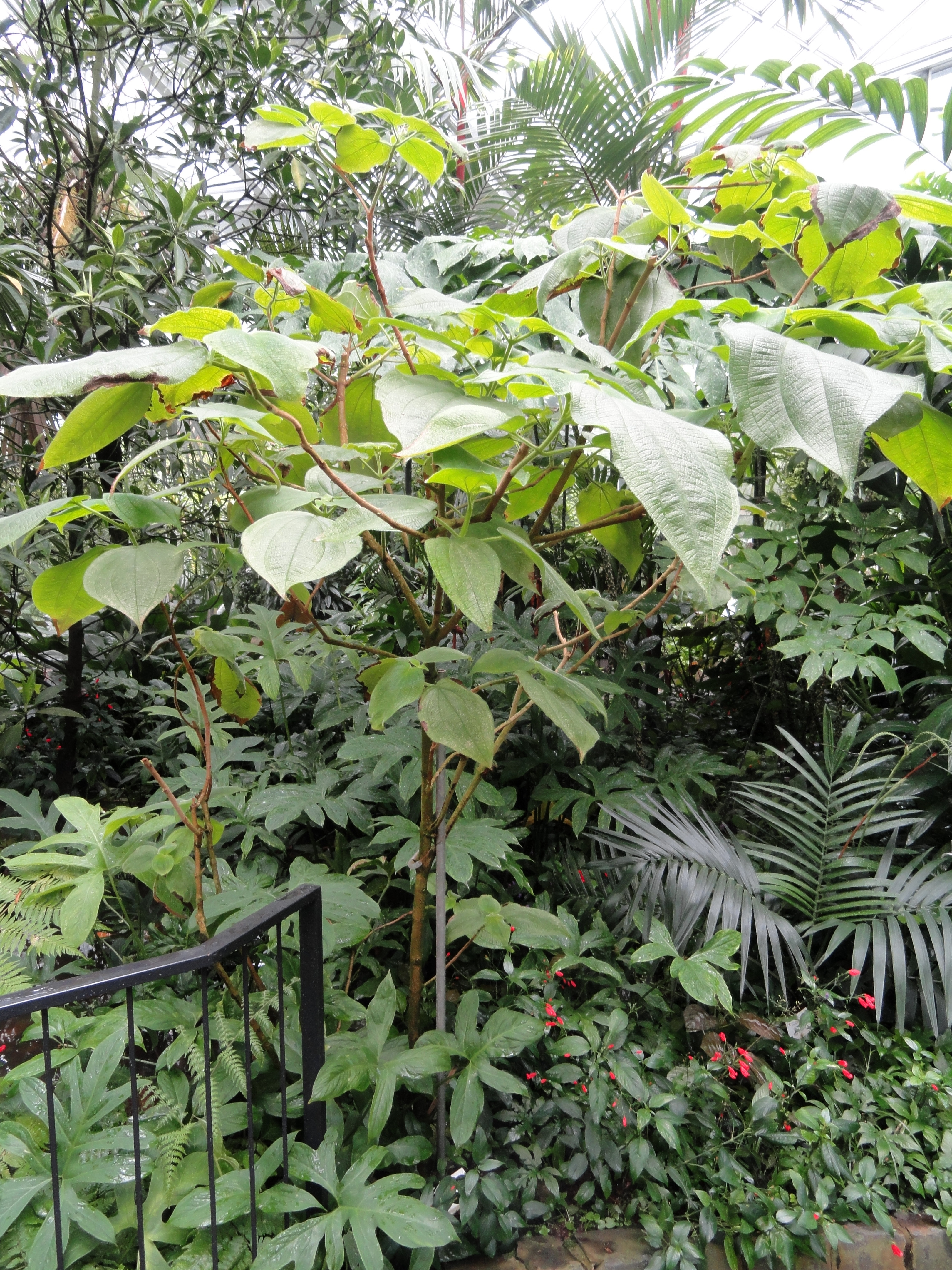